# Michelle Matlock
 (mars 2024).
Pour les articles homonymes, voir Matlock.
Michelle Nicole Matlock est une circassienne et clown américaine professionnelle et ancienne « actrice en difficulté », surtout connue pour avoir joué le rôle romantique principal de la coccinelle dans Ovo, la vingt-cinquième production itinérante annuelle du Cirque du Soleil.

## Biographie
Matlock est née et a grandi dans l'État de Washington. Alors qu'elle visitait New York après l'université en 1994, son taxi était coincé dans la circulation derrière une manifestation pour les droits des homosexuels. Elle décrit avoir rejoint la marche sur un coup de tête comme une expérience qui a changé sa vie et qui l'a convaincue d'arrêter l'école et de rester à New York. Elle a rapidement remporté une bourse pour le National Shakespeare Conservatory (en), où elle a étudié le théâtre shakespearien classique,. Elle jonglait dans Washington Square Park un jour après avoir obtenu son diplôme d'école de théâtre, lorsqu'elle a été repérée par un découvreur de talents pour un programme de clown développé par la Royal Caribbean Cruise Line. Elle a passé l'année suivante à étudier et à faire le clown, à jongler et à marcher sur des échasses sur des bateaux de croisière, après que son amie l'a convaincue d'accepter le poste. Matlock a travaillé de temps en temps comme clown pendant les cinq années suivantes avec le Bindlestiff Family Cirkus (en), la Daredevil Opera Company, la troupe de cirque queer et engagée pour la justice sociale du projet "Circus Inferno" du Cirque Amok (en) et au Big Apple Circus (en), dans un programme de spectacle pour les hôpitaux,.
En tant qu'actrice, Matlock a travaillé pour plusieurs petites compagnies de théâtre régionales. En 2001, elle développe un spectacle personnel, The Mammy Project. Après que celui-ci a été repris en 2005 par Performance Space 122, il a fait de nombreuses tournées à travers les États-Unis dans des universités et des festivals, faisant d'elle une célébrité dans son domaine. Inspiré par Nancy Green (en), engagée pour l'Exposition universelle de 1893 comme première actrice à incarner Aunt Jemima, le spectacle explore les stéréotypes des femmes noires et a fait de nombreuses tournées aux États-Unis. Malgré la grande visibilité, elle était « en difficulté » en tant qu'actrice et dit qu'elle n'avait pas les moyens de payer pour aller au cirque, même si son métier de clown était à New York un travail mieux rémunéré que celui d'actrice.
La relation de Matlock avec le Cirque du Soleil a commencé en 2004 lorsqu'un employé du cirque a vu son numéro solo et l'a invitée à auditionner à Seattle. Elle était l'une des quatre finalistes sur cinquante clowns auditionnés, mais elle a été rejetée et on lui a dit qu'ils ne savaient pas comment l'utiliser.
Dans Ovo, Matlock joue une coccinelle, le protagoniste romantique,. Une fois qu’Ovo a été converti du format Grand Chapiteau au format Arena en 2015, Michelle a quitté la tournée.